# Lignina perossidasi
La lignina perossidasi è un enzima appartenente alla classe delle ossidoreduttasi, che catalizza la seguente reazione:
1,2-bis(3,4-dimetossifenil)propano-1,3-diolo + H2O2 ⇄ 3,4-dimetossibenzaldeide + 1-(3,4-dimetossifenil)etano-1,2-diolo + H2O
L'enzima è una emeproteina che induce la rottura ossidativa del legame di alcani (C-C) ed eteri (C-O-C) in numerosi composti correlati alla lignina. L'enzima ossida anche gli alcoli benzilici ad aldeidi, attraverso un radicale cationico aromatico, ed è coinvolto nella degradazione ossidativa della lignina nei basidiomiceti della carie bianca (white rot). In condizioni aerobiche l'enzima può utilizzare anche ossigeno molecolare.